# استرانسیوم رانلات
استرانسیوم رانلات  (به انگلیسی: Strontium ranelate) نمک استرونیوم از اسید رانلیک میباشد. این ترکیب به عنوان دارو برای پوکی استخوان مورد استفاده قرار میگیرد.